# Василь Дмитрович Кирдяпа
Василь Дмитрович Кирдяпа (близько 1350—1403) — старший син Дмитра Костянтиновича суздальсько-нижньогородського, князь суздальський (1364—1382) і Городецький (1387—1403), великий князь Нижньогородсько-Суздальський у 1387—1390, 1394 роках. родоначальник старшої гілки князів Шуйських.

## Біографія
У 1364 році батько відправив Василя і його брата Семена для переговорів з дядьком, Борисом Костянтиновичем Городецьким, який в той час правил в обхід свого старшого брата Нижнім Новгородом. Борис не пустив племінників в місто, і Василь вирушив в Орду, звідки вивіз батькові ярлик на велике князівство Володимирське. Дмитро Костянтинович відмовився від ярлика на користь московського князя Дмитра Івановича, але зате за допомогою московських військ вигнав з Нижнього Новгорода Бориса, якому дав Городець. Тоді ж Василю отримав від батька Суздаль.
У 1382 році разом з братом Семеном брав участь в поході хана Тохтамиша на Москву. Брати виманили захисників міста на чолі з литовським князем Остеєм на переговори, гарантувавши їм безпеку. Однак татари порушили обіцянку, вбили перемовників і увірвалися в місто. Москва піддалася страшному руйнуванню: близько 24 тисяч жителів були вбиті або полонені, а місто повністю спалене. З-під Москви Тохтамиш взяв Василя з собою в Орду заручником; там Василь перебував до 1386 року не витримав і втік, але, його спіймали на дорозі та знову передали до Орди, де він прийняв від хана «знемогу велику».
У 1387 Тохтамиш нарешті відпустив Василя, давши йому Городець. На той час батько Василя вже помер і в Нижньому Новгороді знову правил Борис. За допомогою московських військ, разом з братом Семеном, Кирдяпа вигнав з Нижнього Новгорода свого дядька Бориса і відправив його правити в Городець.
У 1393 році великий князь Василь I купив в Орді ярлик на Нижньогородське князівство, на якому знову сидів Борис; опанувавши Нижній Новгород, великий князь пішов на Суздаль, де сиділи Василь Кирдяпа і Семен Дмитровичі. Результат цієї кампанії невідомий. Здається, братам вдалося згодом ненадовго заволодіти Нижнім Новгородом: у Татищева під 1394 роком є звістка, що Василь Дмитрович ходив до Нижнього Новгорода на Василя Кирдяпу і на брата його Семена, і, «вибивши їх, дав їм град Шую». Невдоволені таким незначним уділом брати у 1394 пішли в Орду добиватися своєї вотчини.
Результати цієї акції невідомі, як і подальша доля Василя Дмитровича. Дослідники припускають що він отримав від Василя І в уділ Городець, де й помер 1403 року.

## Нащадки
Василь Дмитрович був родоначальником старшої лінії московської династії Шуйських, представником якої був зокрема московський цар у 1606—1610 роках, Василь IV Шуйський.